# Miguel Brugueras
Miguel Brugueras del Valle (L'Avana, 1939 – L'Avana, 19 agosto 2006) è stato un politico e diplomatico cubano.

## Biografia
È stato uno dei fondatori del Partito Comunista di Cuba e attivista dei movimenti rivoluzionari della fine degli anni cinquanta. Ha preso parte all'attività delle Brigate giovanili sotto la  guida di Gerardo Abreu Fontan: praticando queste attività politiche è stato arrestato e torturato in due occasioni, prima di andare in esilio in Messico.
Ha avuto diversi incarichi di responsabilità su incarico di Fidel Castro, che lo ha nominato viceministro del Turismo e degli Esteri, direttore dell'ufficio di pubblicità e informazione della presidenza, direttore della rivista Verde Olivo, dirigente dell'Organizzazione Tricontinentale e ambasciatore in diversi Paesi come Libano, Panama e Argentina. Ha diretto l'agenzia di stampa cubana Prensa Latina.